# Tėtėrė
Il Tėtėrė (in russo Тэтэрэ?) è un fiume della Russia siberiana orientale, affluente di destra della Tunguska Pietrosa. Scorre nel Katangskij rajon dell'oblast' di Irkutsk e nell'Ėvenkijskij rajon del Territorio di Krasnojarsk.
Il fiume scorre lungo l'altopiano della Tunguska inizialmente verso settentrione, poi gira a nord-ovest e infine continua scorrendo verso ovest; sfocia nella Tunguska Pietrosa a 1 224 km dalla foce. Il fiume ha una lunghezza di 486 km e il suo bacino è di 13 700 km². Il fiume gela in ottobre e rimane coperto di ghiaccio fino a maggio. Il suo maggior affluente è lo Dželindukon (lungo 153 km) proveniente dalla destra idrografica.